# Corte Brugnatella

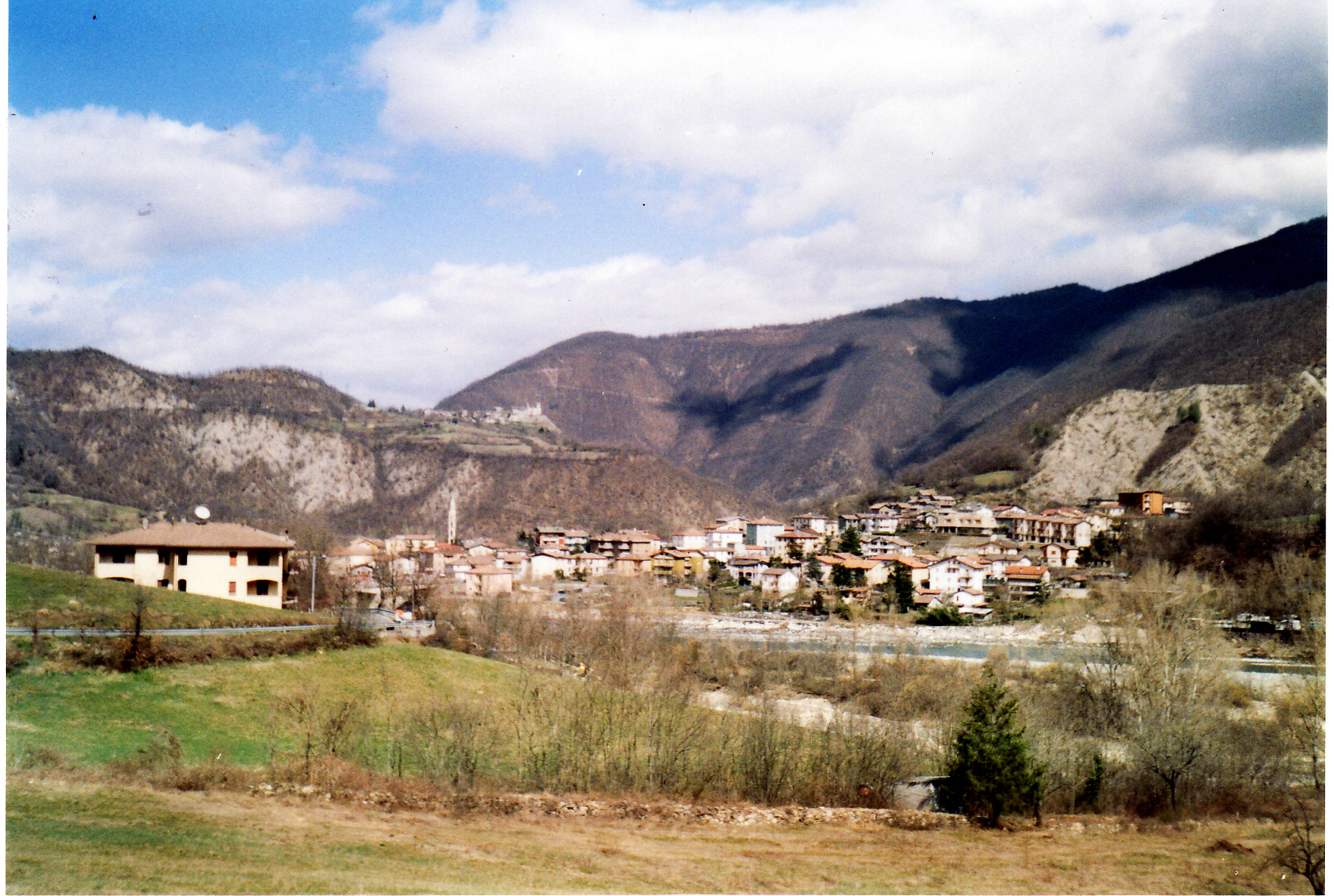
Panorama über die Ortsteile Marsaglia und Brugnello

Corte Brugnatella ist eine italienische Gemeinde (comune) mit 519 Einwohnern (Stand 31. Dezember 2023) in der Provinz Piacenza in der Emilia-Romagna. Die Gemeinde liegt etwa 46 Kilometer südwestlich von Piacenza an der Trebbia, gehört zur Comunità Montana Appennino Piacentino und grenzt unmittelbar an die Provinz Pavia (Lombardei). Der Aveto fließt dort in die Trebbia.

## Verkehr
Durch die Gemeinde führt die Strada Statale 45 di Val Trebbia von Genua nach Piacenza.